# Joris van Dijk
Joris van Dijk (* 27. Oktober 1898 in Vinkeveen en Waverveen; † unbekannt) war ein niederländischer Radrennfahrer.

## Sportliche Laufbahn
Joris van Dijk war im Straßenradsport aktiv. 1922 gewann er die nationale Meisterschaft im Straßenrennen der Amateure vor Jan Maas. 1923 wurde er Vizemeister hinter Jaap Oudenaarde. 
Bei den Straßenradsport-Weltmeisterschaften 1923 kam er auf den 26. Platz, 1924 wurde er 14.